# Kleingebiet Veresegyház
Das Kleingebiet Veresegyház (ungarisch Veresegyházi kistérség) war eine ungarische Verwaltungseinheit (LAU 1) im Nordosten des Komitats Pest in Mittelungarn. Im Zuge der Verwaltungsreform wurde das Kleingebiet Ende 2012 aufgelöst und auf 4 Kreise aufgeteilt: 2 Ortschaften (2.703 Ew.) kamen in den Kreis Aszód, 2 Ortschaften (23.838 Ew.) in den Kreis Gödöllő, 3 Ortschaften (9.369 Ew.) in den Kreis Vác  und die Ortschaft Csomád (1.546 Ew.) kam zum Kreis Dunakeszi.
Ende 2012 lebten auf einer Fläche von 159,82 km² 37.456 Einwohner. Die Bevölkerungsdichte lag mit 234 Einwohnern/km² über der des Komitats.
Der Verwaltungssitz befand sich in Veresegyház (16.333 Ew.). Die Großgemeinde (ungarisch nagyközség) Őrbottyán (7.091 Ew.) erhielt Mitte 2013 das Stadtrecht.

## Ortschaften
| Csomád       | Erdőkertes | Galgamácsa  | Őrbottyán | Vácegres |
| Váckisújfalu | Vácrátót   | Veresegyház |           |          |